# Villa kopanghatiensis
Villa kopanghatiensis är en tvåvingeart som beskrevs av Bhalla 1991. Villa kopanghatiensis ingår i släktet Villa och familjen svävflugor. Inga underarter finns listade i Catalogue of Life.